# 大邱都市鉄道公社3000系電車
3000系電車は、大邱交通公社3号線で使用されている大韓民国のモノレール車両である。

## 概要
大邱都市鉄道3号線の開業に伴い製造された跨座式モノレール車両であり、3両編成28本合計84両が在籍する。
第1編成は日本の日立製作所が車両を受注ならびに製作、それ以外は宇進産電が製作している。
自動列車運転装置(ATO)による無人運転が行われるが、非常時対応のため車両の最前部には運転士の資格を有する職員が添乗している。
非常時の脱出のため、車両の正面は貫通式とされ、脱出用シューターが装備されている。
2029年には路線の延伸に伴い、2編成6両が増備される計画がある。

## バリエーション

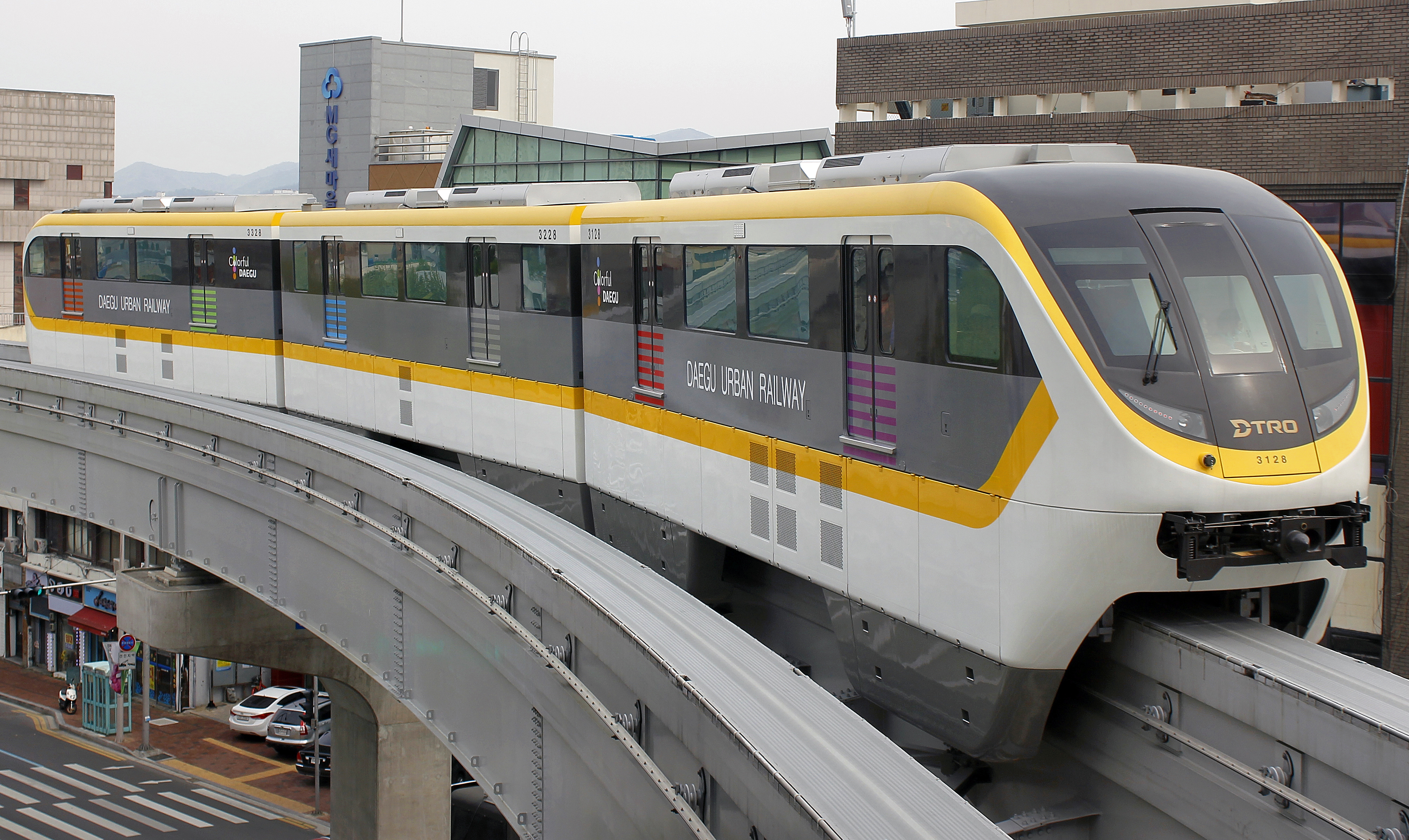
後期型車両

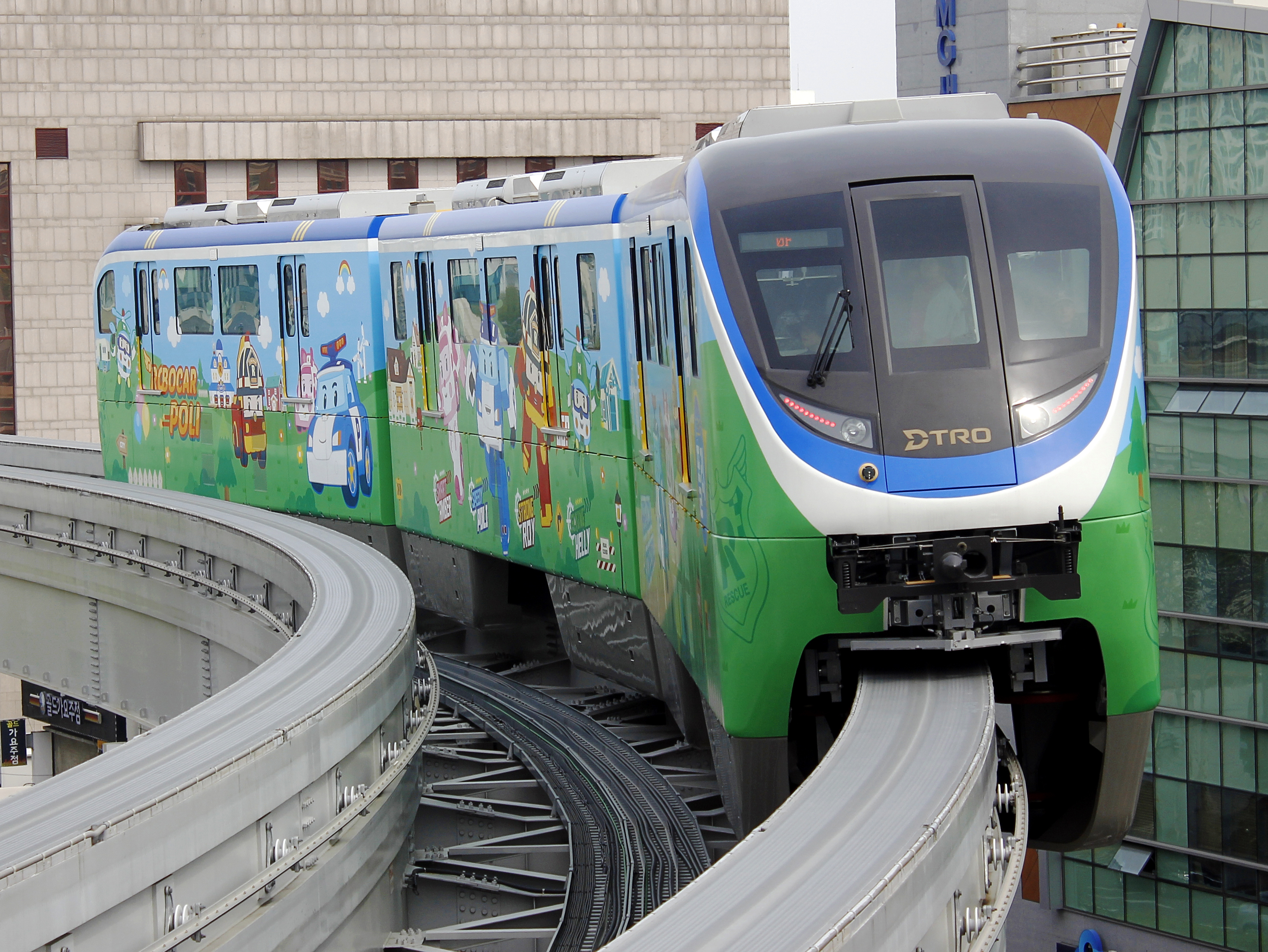
子供のテーマ列車

## 歴史
- 2015年2月9日 試運転開始
- 2015年4月23日 営業運行開始